# Piazza Rivoli

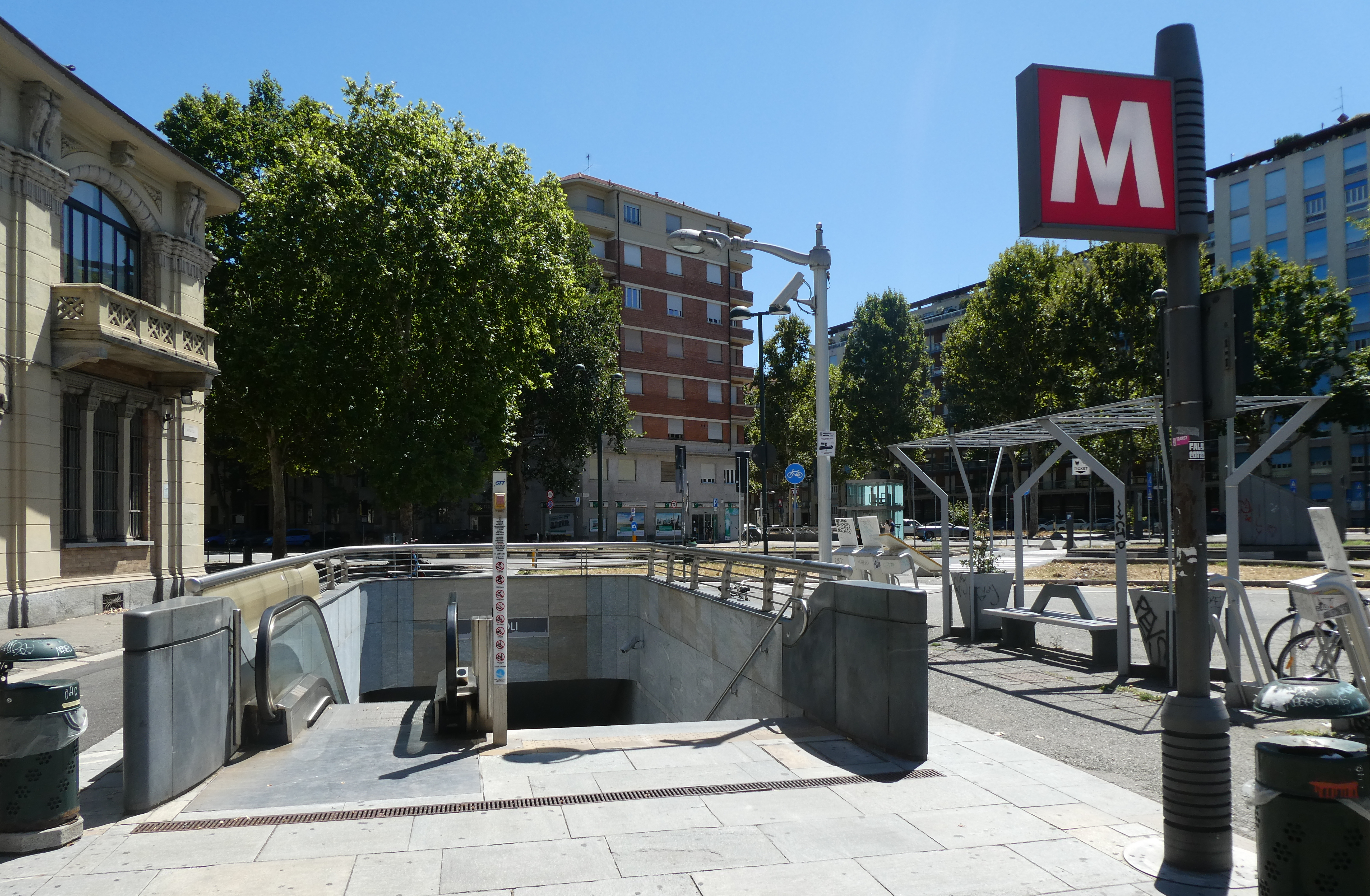

Piazza Rivoli – okrągły plac na zachodnich obrzeżach śródmieścia Turynu. Piazza Rivoli znajduje się na skrzyżowaniu czterech ulic: Corso Francia (przecina plac ze wschodu na zachód), Corso Vittorio Emanuele II (dociera od południowego wschodu), Corso Lecce (dociera od północy) i Corso Trapani (dociera od południa). Pod placem znajduje się stacja turyńskiego metra Rivoli.